# The One Hundred Dollar Bill
The One Hundred Dollar Bill (o The $100.00 Bill) è un cortometraggio muto del 1911. Il nome del regista non viene riportato nei credit.

## Produzione
Il film fu prodotto dalla Vitagraph Company of America.

## Distribuzione
Distribuito dalla General Film Company, il film - un cortometraggio in una bobina - uscì nelle sale cinematografiche USA il 4 agosto 1911.